# Eden Fire
Eden Fire è l'album d'esordio del gruppo svedese dei Sonic Syndicate messo in commercio nel settembre 2005 dalla Pivotal Rockordings.

## Tracce
1. Jailbreak – 4:12
2. Enhance My Nightmare – 5:10
3. History Repeats Itself – 3:52
4. Zion Must Fall – 4:31
5. Misanthropic Coil – 3:53
6. Lament of Innocence – 3:43
7. Prelude to Extinction – 4:00
8. Soulstone Splinter – 4:18
9. Crowned in Despair – 4:33
10. Where the Black Lotus Grows – 4:47

## Formazione
- Richard Sjunnesson - voce
- Robin Sjunnesson – chitarra
- Ragnar Lodbrok – chitarra
- Kristoffer Bäcklund - batteria
- Karin Axelsson - basso
- Andreas Mårtensson - tastiera